# Harmonize America Mall Tour
Harmonize America es el primer tour promocional de Fifth Harmony. El tour comenzó en Boston, Massachusetts el 15 de julio de 2013 y terminó el 16 de agosto de 2013 en Los Ángeles, California. 
El número de personas en cada concierto oscilaba entre las 500-3000 personas. Después de cada concierto, los fanes podían comprar el sencillo en CD de Miss Movin' On y las chicas lo firmaban.

## Lista de canciones
1. "Miss Movin' On" (mash-up con "I Knew You Were Trouble" de Taylor Swift)
2. "Leave My Heart Out of This"
3. "Stay" (cover de Rihanna)
4. "Tellin' Me"
5. "Red" (cover de Taylor Swift)
6. "Don't Wanna Dance Alone"
7. "Me & My Girls" (mash-up con "Teenage Dream" de Katy Perry)

## Fechas
| Fecha                | Ciudad                     | Lugar Estados Unidos     |
| -------------------- | -------------------------- | ------------------------ |
| 15 de julio de 2013  | Saugus Massachusetts       | Square One Mall          |
| 16 de julio de 2013  | Paramus New Jersey         | Garden State Plaza       |
| 18 de julio de 2013  | Philadelphia, Pennsylvania | Oxford Valley            |
| 19 de julio de 2013  | Hartford, Connecticut      | Meriden Westfield        |
| 22 de julio de 2013  | Baltimore, Maryland        | Westfield Mall Annapolis |
| 24 de julio de 2013  | Atlanta, Georgia           | North Point Mall         |
| 25 de julio de 2013  | Orlando, Florida           | Hard Rock Universal      |
| 26 de julio de 2013  | Miami, Florida             | Hard Rock Cafe           |
| 28 de julio de 2013  | Nashville, Tennessee       | Rivergate Mall           |
| 29 de julio de 2013  | Saint. Louis, Missouri     | Chesterfield Mall        |
| 30 de julio de 2013  | Chicago, Illinois          | Orland Square Mall       |
| 31 de julio de 2013  | Cleveland, Ohio            | South Park Center        |
| 1 de agosto de 2013  | Pittsburgh, Pennsylvania   | Mall at Robinson         |
| 2 de agosto de 2013  | Hershey, Pennsylvania      | State Games of America   |
| 4 de agosto de 2013  | Lake Grove New York        | Smith Haven Mall         |
| 7 de agosto de 2013  | Houston, Texas             | Pearland Mall            |
| 8 de agosto de 2013  | Dallas, Texas              | Galleria                 |
| 9 de agosto de 2013  | San Antonio, Texas         | Shops At La Cantera      |
| 10 de agosto de 2013 | San Francisco, California  | Shops at Tanforan        |
| 14 de agosto de 2013 | Portland, Oregón           | Clackamas Town Centre    |
| 15 de agosto de 2013 | Seattle, Washington        | South Centre Mall        |
| 16 de agosto de 2013 | Los Ángeles, California    | Topsfield Fair Grounds   |